# Seznam avstrijskih dirkačev
Seznam avstrijskih dirkačev.

## B
- Gerhard Berger
- Hans Binder

## E
- Harald Ertl

## F
- Patrick Friesacher

## G
- Jo Gartner

## K
- Christian Klien
- Helmut Koinigg

## L
- Niki Lauda

## M
- Helmut Marko

## O
- Karl Oppitzhauser

## Q
- Dieter Quester

## R
- Roland Ratzenberger
- Jochen Rindt

## S
- Otto Stuppacher

## W
- Karl Wendlinger
- Alexander Wurz